# Contea di Formbach

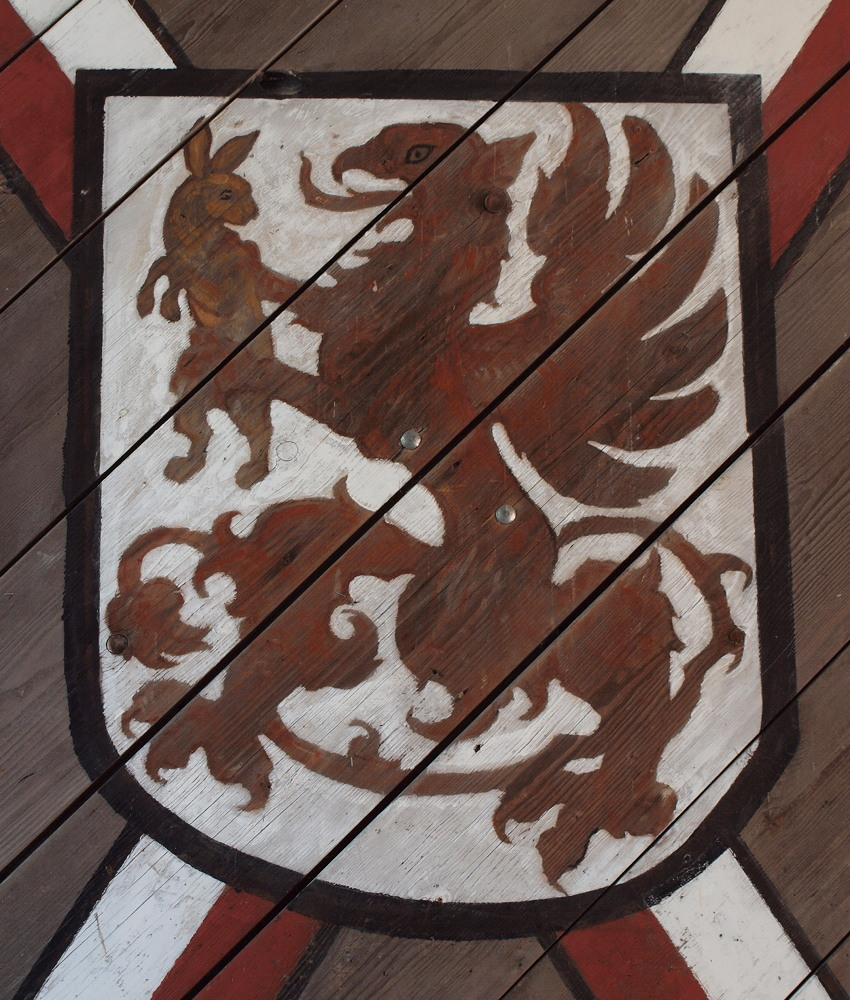
Stemma della contea di Formbach o della contea di Neuburg am Inn come raffigurato sulla porta esterna del castello di Neuburg.

La contea di Formbach, chiamata Vornbach in ricerche recenti, era una Grafschaft (contea) medievale avente come città principale Vornbach (oggi parte di Neuhaus am Inn) vicino a Passavia.

## Storia
La contea era nelle mani di una stirpe che esercitava diritti di signoria (Herrschaftsrecht) sul Traungau almeno dal X secolo. Intorno al 1050, la sede della contea fu spostata dal castello di Vornbach, a pochi chilometri nell'entroterra, al castello di Neuburg. Nel periodo successivo, la contea fu quindi chiamata Neuburg.
Oltre al castello di Vornbach, la stirpe dei conti di Formbach possedeva anche le vicine fortificazioni di Schärding, Neuburg, Wernstein e Wimberg. I conti di Formbach fondarono l'abbazia di Vornbach nel 1094 e si estinsero nel 1158 con Ecberto III di Neuburg. I possedimenti furono ereditati principalmente dai conti di Andechs e dagli Ottocari.
I conti di Formbach erano imparentati e legati da vincoli matrimoniali con i Luitpoldingi, i Brunonidi ed i Wettin; oltre che nel Traungau, governarono per un certo periodo anche nello Schweinachgau e nel Künziggau e furono anche Vogt della diocesi di Ratisbona, dei monasteri di Göttweig e San Nicola vicino a Passavia.

## Conti di Formbach/Wels-Lambach/Pitten
Prima genealogia:
1. Meginardo I, intorno al 930, conte a Traungau.
  1. Meginardo II, conte, Vogt dell'abbazia di Niederaltaich, 944–955/963;
    1. Arnoldo I, conte a Traun (a Lambach), conte a Rotagau, 8 febbraio 1018 († 1020 circa).
      1. Aribo di Ennsburg, 1030;
      2. Arnoldo II, conte di Wels-Lambach, dal 1035 margravio della marca di Carantania († 1050) ⚭ Regininda di Verdun († 1050).
        1. Arnoldo III da Wels-Lambach († 1050) ⚭ Hazacha (Haziga);
        2. Adalberone, vescovo di Würzburg dal 1045 al 1088 (1010 circa-1090);
        3. Matilde ⚭ Ratpoto IV, conte di Cham (Rapotonidi);
        4. Goffredo di Pitten († 1050), conte di Lambach, dal 1041 co-margravio nella marca di Carantania.
          1. Matilde († 1100);
          2. NN ⚭ margravio Ottocaro II di Stiria († 1122).

  2. Udalrico I, conte dal 947 al 970;
    1. Bertoldo, conte di Lurngau dal 1000 al 1005.
      1. Meginardo III, conte (nel Traungau) dal 1030;
      2. Pellegrino, monaco nell'abbazia di Sant'Emmerano;
      3. Tiemo I († dopo il 1025 a Reichenhall), conte im Quinzingau.
        1. Enrico (Hesso) I († probabilmente 1030) ⚭ Himiltrud;
          1. Tuta di Formbach (1037-intorno al 1100) ⚭ (I) re Béla I d'Ungheria ⚭ (II) Engelbrecht III, conte in Val Pusteria e conte palatino in Carinzia;
          2. Himiltrud, fondatrice dell'abbazia di Vornbach († dopo il 1070);
          3. Ermanno III († 1030).

        2. Tiemo II (Dietmaro) II (⚔ 28 agosto 1040), conte a Quinzingau ⚭ una donna senza nome[2], figlia di Bruno I di Brunswick della stirpe dei Brunonidi e di Gisella di Svevia; ella fu quindi sorellastra del re dei Franchi Orientali e imperatore Enrico III il Nero.
          1. Meginardo IV, conte, Vogt di Niederaltaich († 1066);
            1. Ulrico III (Udalrico III) († 1097), dal 1074 conte di Ratelnberg[3], dal 1095 al 1097 conte di Windberg, Vogt dell'abbazia di Göttweig ⚭ Matilde;
              1. Corrado, 1122-1128;
              2. Luitgarda ⚭ Federico II, Domvogt a Ratisbona († 1134).

            2. Corrado († 1084);
            3. Teodorico I, canonico a Bamberga;
            4. Ermanno I di Winzenburg († 1137/1138), Vogt di Göttweig, dal 1097 conte di Windberg, dal 1107 conte di Ratelnberg[3], nel 1108 fondatore di Reinhausen (n. Gottinga), dal 1109 conte di Winzenburg, dal 1112 margravio di Meißen, dal 1114 conte palatino di Sassonia, Vogt di Göttweig ⚭ Edvige dei conti di Assel.
              1. Beatrice II di Quedlinburg († 1160), badessa di Quedlinburg;
              2. Corrado, 1122-1128;
              3. Matilde († intorno al 1155) ⚭ Udo di Freckleben, margravio della marca del Nord degli Odoniani († 1130);
              4. Sofia († 1160) ⚭ Alberto l'Orso, duca di Sassonia († 18 novembre 1170);
              5. Enrico di Winzenburg († 1146), conte di Assel ⚭ Eufemia di Vohburg ⚭ 1144 Richenza di Immenhausen;
                1. Sofia († prima del 1171) ⚭ Rottmann I, conte di Himstedt;
                2. Ottone di Winzenburg († 1171/74), conte di Assel ⚭ Salome di Heinsberg († dopo il 1185).
                  1. Adelaide († 25 dicembre 1185) ⚭ Adolfo III, conte di Schauenburg-Holstein († 1225).

              6. Ermanno II di Winzenburg († 1152), dal 1125 conte di Winzenburg, dal 1129 margravio di Meißen, deposto nel 1130,1139 da Plesse e margravio, dal 1147 Vogt dell'abbazia di Corvey ⚭ Elisabetta d'Austria dei Babenberg, figlia di Leopoldo III († 1143) ⚭ 1148, Luitgarda di Stade degli Odoniani, figlia di Rodolfo I († 1152).
                1. NN, figlia (1149-1204) ⚭ (I) 1170, conte Enrico III di Schwarzenburg († 1184) ⚭ (II) conte Ulrico I di Wettin;
                2. NN, figlia (nata nel 1150) ⚭ duca Magnus Boris di Danimarca;
                3. Edvige (nata nel 1151), presunta prevosta dell'abbazia di Gandersheim.

          2. Bruno dal 1064 al 1066 conte a Künziggau;
            1. Ecberto I († 1109), intorno al 1070 conte di Formbach, dal 1067 conte a Künziggau, dal 1094 fondatore dell'abbazia di Vornbach ⚭ (I) NN ⚭ (II) Matilde di Lambach († 1090);
              1. Eberardo, 1095-1100 († intorno al 1100);
              2. Dietmar, abate dell'abbazia di Ossiach;
              3. Ecberto II, dal 1113 conte di Formbach, dal 1120 di Pitten, dal 1142 conte di Pitten († 1144) ⚭ Willibirg, figlia del margravio Ottocaro II di Stiria della stirpe degli Ottocari († 1145).
                1. Ecberto III († 1158), dal 1148 conte di Pitten, dal 1151 conte di Neuburg am Inn;
                2. Cunegonda († 1152) ⚭ (I) 1135, Bertoldo II di Andechs, conte di Andechs († 1151) ⚭ (II) Ulrico III di Deggendorf e Pernegg;
                3. Matilde († 1160) ⚭ conte Bertoldo II di Bogen († 1167);
                  1. Ecberto di Deggendorf.

                4. Benedetta (?) ⚭ Guarniero (Werner) di Julbach.

            2. Enrico II, conte, 1070, Vogt di San Nicola ⚭ Adelaide di Perg e Machland.
              1. Gebeardo, conte di Formbach;
              2. Benedikta ⚭ Gebeardo di Ollersbach;
                1. Benedetta ⚭ Guarniero (Werner) I di Julbach;
                2. Teodorico di Ollersbach.

              3. Teodorico II († 1145), nel 1115 conte di Viechtenstein, conte di Formbach, conte di Kreuzenstein ⚭ Adelaide, figlia del margravio Leopoldo II d'Austria della stirpe Babenberg.
                1. Edvige († 1170) ⚭ conte Engelberto di Wasserburg, Hallgraf a Reichenhall († 1161);
                2. Goffredo, monaco.

          3. Ulrico II (Udalrico) di Formbach, 1040/1055 circa;
          4. Pellegrino († 1066);
          5. Federico († 1060) ⚭ 1056 Gertrude, figlia del conte Corrado di Haldensleben († 1116).
            1. Edvige ⚭ (I) probabilmente conte Enrico ⚭ (II) conte Gebeardo di Supplinburgo († 1075) ⚭ (III) Teodorico II, duca di Lorena († 1115);
              1. Lotario, re dei Romani e imperatore dal 1125 al 1137;
              2. Ida († 1138) ⚭ conte Sigeardo X, conte di Tengling e Burghausen-Schala († 1104);
              3. Simone, duca di Lorena.

## Altri membri della stirpe
- San Adalberone († 1090), figlio di Arnoldo II e vescovo di Würzburg dal 1045 al 1088;
- Thiemo, † 1102, figlio di Thiemo II e arcivescovo di Salisburgo dal 1090 al 1102;
- Ida di Formbach (o Itha di Ratelnberg) († dopo il 1101), figlia di Thiemo II, moglie del duca Leopoldo II d'Austria (attribuzione incerta in quanto attribuita anche ai conti di Cham);
- Tuta di Formbach, figlia di Enrico I, fondatrice dell'abbazia di Suben e moglie del re Béla I d'Ungheria († 1063);
- Himiltrud, figlia di Enrico I, fondatore dell'abbazia di Vornbach;
- Edvige di Formbach, figlia di Federico e Gertrude di Haldensleben ⚭ (I) probabilmente conte Enrico ⚭ (II) Gerardo di Supplimburgo (⚔ 9 giugno 1075 vicino a Homburg nel contesto della ribellione dei Sassoni), nel 1062 conte im Harzgau (Supplinburgo) ⚭ (III) Teodorico II, dal 1090 duca di Alta Lorena († 30 dicembre 1115) (Châtenois) - Edvige di Formbach fu quindi la madre dell'imperatore Lotario II.
- Beatrice II († 1160), figlia di Ermanno I di Winzenburg, badessa dell'abbazia di Quedlinburg dal 1138 al 1160;
- Teodorico II († 1127), figlio di Ermanno I di Winzenburg, vescovo di Münster dal 1118 al 1127;
- Mechtild († probabilmente 1155), figlia di Ermanno I di Winzenburg, moglie del conte Udo V di Stade, margravio della marca del Nord († 1130) (Odoniani).